# Ібрагім-бей аль-Каздаглі
Ібрагім-бей аль-Каздаглі (*д/н — 1754) — 7-й голова мамлюцького бейлікату в Єгипетському еялеті Османської імперії в 1743—1754 роках, шейх аль-балад.

## Життєпис
Народився в Мінгрелії. був схоплений та проданий до Єгипту. Тут став мамлюком Сулейман-бея з клану (бейту) аль-Каздаглія. Згодом отримав титул бея.
1739 року призначається аміром аль-хаджем (головою каравану прочан до Мекки), чим істотно зміцнив своє становище. після смерті Сулейман-бея, що сталося між 1740 і 1743 роками розпочав боротьбу проти Осман-бея ібн Зу'ль-Факар, голови клану аль-Факарія. Допомогу Ібрагім-бею надав Ридван-бей, голова клану аль-Джалфія та катхюда (заступник аги) оджаку (корпусу) азабів. Супротивник втік до Верхнього Єгипту (ас-Саїхду), де отаборився. Протягом кампанії 1744—1745 років Ібрагім-бей вдало діяв проти аль-Факарії, завдавши рішучої поразки у битві біля м. Асьют. Осман-бей втік до Синаю. Втім боротьба з аль-Факарією тривала до 1748 року. Владу цього клану було остаточно знищено. Також асимільовано клан аль-Касимія. Того ж року змусив бейлербея Рагип-пашу відмовитися від посади.
До своєї смерті у 1754 році Ібрагім-паша встановив повну владу в Єгипті. На усіх посадах були представники клану аль-Каздаглі. В раді з 24 беїв переважна більшість належало також клану Ібрагім-бея. Після його смерті почалася боротьба в середині клану аль-Каздаглі: між нащадками Гасан-бей на чолі з Абд ар-Рахман-беєм, мамлюками Осман-бея (так званні аль-Тавілія на чолі із Алі-беєм) та мамлюками самого Ібрагіма на чолі з Алі-беєм аль-кабіром.